# Pierre Le Gentil
Pour les articles homonymes, voir Le Gentil.
Pierre Le Gentil, né le 1er novembre 1906 à Vertus et mort le 15 octobre 1989 à Viroflay, est un universitaire français, linguiste, romaniste et médiéviste.
Il est le fils du romaniste Georges Le Gentil.

## Biographie

### Sa jeunesse
De 1919 à 1926, il poursuit ses humanités à Paris au lycée Henri-IV, où il est en khâgne l'élève d'Alain. Il intègre l'École normale supérieure de la rue d'Ulm en 1926 où il est l'élève d'Alfred Jeanroy et de Mario Roques. Il est reçu à l'agrégation de grammaire en 1930.

### Professeur et docteur
De 1932 à 1936, il enseigne comme professeur au lycée d'Orléans. Parallèlement, il travaille à des recherches sur la poésie lyrique espagnole et portugaise à la fin du Moyen Age, puis il occupe un poste de professeur à l'Université de Coimbra en 1936/1937. À son retour en France, il est nommé au lycée Buffon à Paris, avant d'être chargé d'enseignement à l'Université de Rennes juste à la veille de la Seconde Guerre mondiale. 
Mobilisé, il est fait prisonnier en mai 1940. Il est libéré en mai 1945 et rejoint son poste de Rennes en octobre de la même année. En 1947, il devient docteur ès lettres avec ses thèses La poésie lyrique espagnole et portugaise à la fin du Moyen Âge (2 vol, Rennes 1949-1953, Genève, 1981) et Le virelai et le villancico. Le problème des origines arabes (Paris 1954) et l'année suivante, il est élu à la Sorbonne sur la chaire de littérature médiévale laissée vacante par la mort d'Albert Pauphilet. Il occupe celle-ci jusqu'à sa retraite en 1972.
En 1955, il devient le président-cofondateur de la Société Rencesvals. De 1969 à 1978, il est le président-fondateur de la Société de langue et de littérature d'oc et d'oïl. Collaborateur régulier des Cahiers de civilisation médiévale, il a également laissé de nombreux ouvrages, plusieurs fois réédités, notamment à destination des étudiants.

## Publications
- La chanson de Roland, Paris, Hatier, 1955, 1967 (en anglais, Cambridge, Mass, 1969)
- La littérature française du Moyen-Âge, Paris, 1963, 1966, 1968, 1972, 1978, 1985, 1990
- Villon, Paris, 1967, 1968, 1974
- Mélanges de langue et de littérature médiévales offerts à Pierre Le Gentil, professeur à la Sorbonne, par ses collègues, ses élèves et ses amis, Paris, 1973
- Jean Dufournet in: Le Moyen Âge 97, 1991, S. 323-331